# St. Bartholomäus (Prosselsheim)

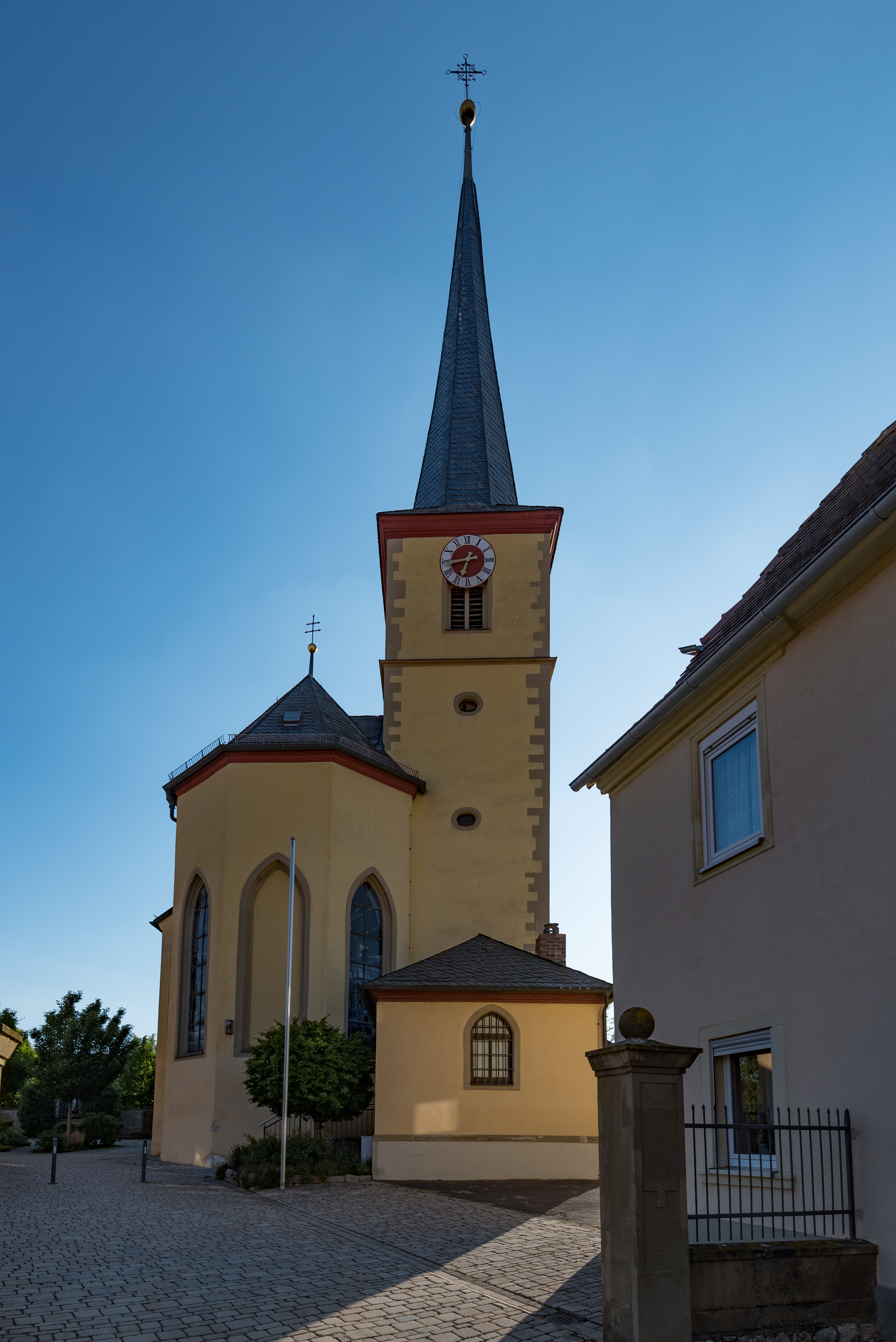
St. Bartholomäus (Prosselsheim)

Die römisch-katholische, denkmalgeschützte Pfarrkirche St. Bartholomäus steht in Prosselsheim, eine Gemeinde im Landkreis Würzburg (Unterfranken, Bayern). Das Bauwerk ist unter der Denkmalnummer D-6-79-174-6 als Baudenkmal in der Bayerischen Denkmalliste eingetragen. Die Kirchengemeinde gehört zur Pfarreiengemeinschaft Volk Gottes an Pleichach und Main, Bergtheim im Dekanat Würzburg rechts des Mains des Bistums Würzburg. 

## Beschreibung
Die Saalkirche wurde in der Zeit der Gegenreformation unter Julius Echter von Mespelbrunn um 1614 erbaut. Sie besteht aus einem Langhaus, einem eingezogenen, dreiseitig geschlossenen Chor im Osten und einen Chorflankenturm an dessen Nordwand. Sein oberstes Geschoss beherbergt die Turmuhr und den Glockenstuhl. Bedeckt ist der Turm mit einem achtseitigen, schiefergedeckten Knickhelm.